# 克萊孟一書
克萊孟一書是一封罗马基督教会（即天主教會）写给哥林多基督教会的信，该信是罗马主教（即教宗）克莱孟一世大约于公元96年创作，是一篇重要的教父文献。当今有公元2世纪的拉丁语译稿存世，是目前最早的拉丁语基督教文献。《克萊孟一書》被三、四世纪的许多基督徒视为是新约圣经的一部分。然而《克萊孟二書》是由不同的作者撰寫。